# 1535 az irodalomban
Az 1535. év az irodalomban.

## Születések

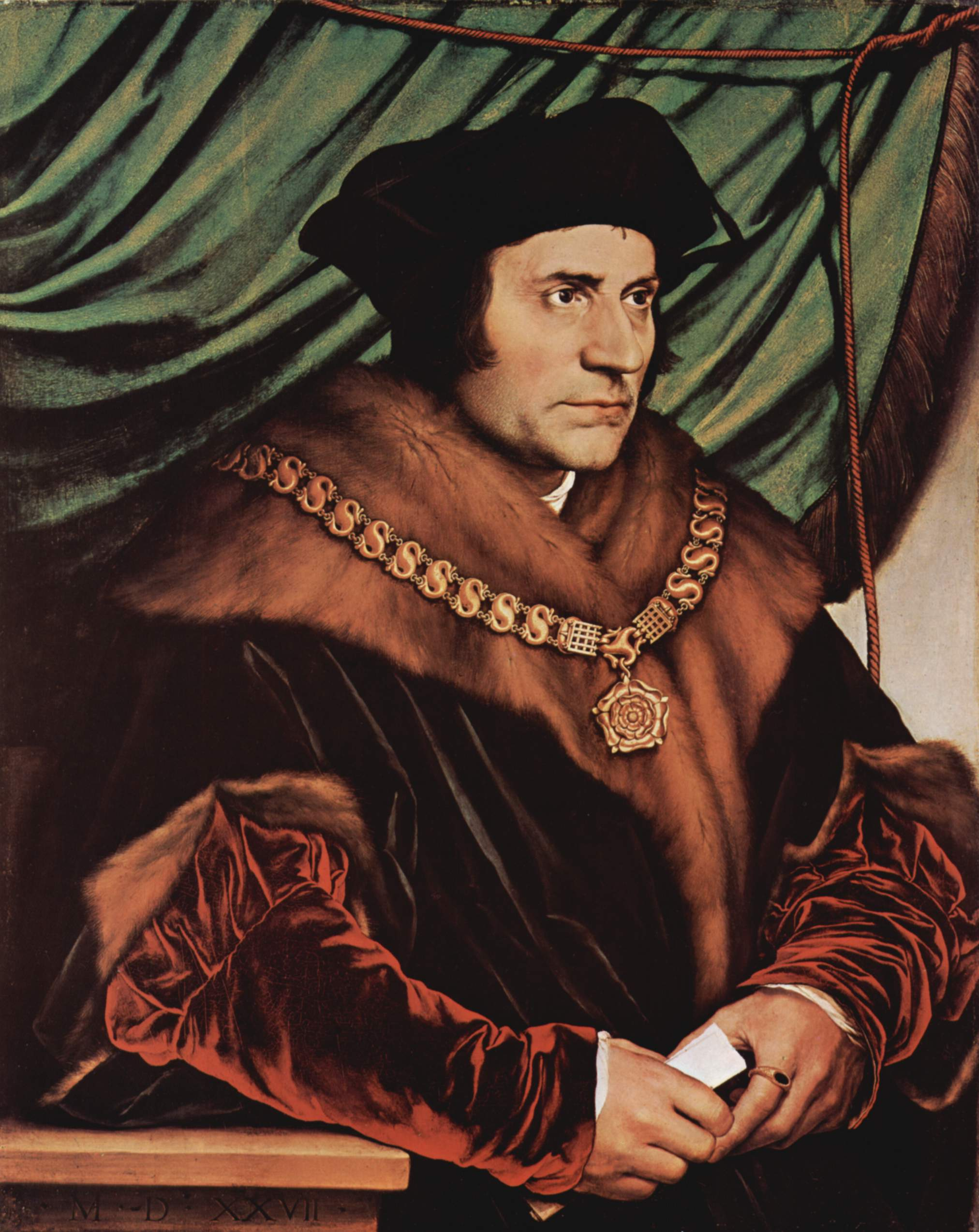
Morus Tamás

- február 22. – Bornemisza Péter evangélikus lelkész, író; prédikációs gyűjteményeivel a régi magyar próza egyik első képviselője, Balassi Bálint nevelője  († 1584)
- 1535. körül – Christian Schesaeus erdélyi szász költő († 1585)

## Halálozások
- május 26. – Francesco Berni itáliai költő, író (* 1497)
- július 6. – Morus Tamás, angolul: Thomas More, szentté avatott angol író, költő, államférfi, vértanú (* 1478)